# Parti radical ukrainien (de Galicie)
Ne doit pas être confondu avec Parti radical ukrainien (de Kiev) ou Parti radical d'Oleh Liachko.
Le Parti radical ukrainien (de Galicie) dont le nom d'origine est Parti radical ruthénien-ukrainien est fondé en 1890 et prend à partir de 1926, le nom de Parti radical socialiste ukrainien (USRP).
Le Parti radical ukrainien est un parti politique ukrainien de Galicie, officiellement établi à Lviv au cours d'un congrès le 4 octobre 1890. Le Parti radical ukrainien trouve son origine dans un mouvement de jeunes gens radicaux de Galicie qui furent sous l'influence de Mykhaïlo Drahomanov vers la fin des années 1870. 
Les membres fondateurs du Parti radical ukrainien sont Danylovytch, Viacheslav Boudzynovsky, Ivan Franko, Mykhaïlo Pavlyk, Yevhen Levytsky et Kyrylo Trylovsky.
Drahomanov considéra la formation du Parti prématurée, mais se réconcilia devant le fait accompli. Il contribua régulièrement à la presse radicale et aida à construire l'idéologie du Parti. Son rôle personnel fut important puisqu'il réussit à maintenir ce jeune parti jusqu'à sa mort en 1895. À la suite de quoi, le Parti radical ukrainien se divisa et se déchira à la fin des années 1890. Deux partis en émergèrent, le Parti démocratique social ukrainien (USDP) et le Parti démocratique national (NDP).
Le Parti radical ukrainien continuera son aventure politique sous le nouveau nom de Parti radical socialiste ukrainien pour finalement fusionner en 1950 avec d'autres Partis socialistes sous le nom de Parti socialiste ukrainien.